# カテリーナ・ミハイリヴナ・ユシチェンコ
カテリーナ・ミハイリヴナ・ユシチェンコ（宇: Катери́на Миха́йлівна Ю́щенко）は、本名をキャサリン・クレア・チュマチェンコといい、1961年9月1日に米国のイリノイ州シカゴで生まれた。彼女はウクライナの元大統領であるヴィクトル・ユシチェンコの妻である。カテリーナは米国籍を保持していることで批判を受け、2005年3月31日にウクライナ国民となった。ただし、ウクライナは二重国籍を認めていない。

## 脚註